# 제주국제대학교
제주국제대학교(濟州國際大學校, Jeju International University)는 대한민국 제주특별자치도 제주시의 사립 대학이다.
2011년 6월 23일 교육과학기술부 대학설립심사위원회가 탐라대학교와 제주산업정보대학의 통합을 승인함에 따라 2012년 3월 2일에 개교한 대한민국 제주특별자치도의 사립 대학교이다. 제주산업정보대학 부지에서 개교하며, 기존 서귀포시의 탐라대학교 캠퍼스는 감독관청의 허가를 거쳐 수익용 재산으로 전환한 뒤 임대나 매각 등 절차를 통해 제주국제대학교의 발전 재원으로 활용할 방침인 것으로 알려졌다.

## 연혁
제주국제대학교는 2011년 탐라대학교와 제주산업정보대학이 통합한 대학이다. 탐라대학교는 1997년 사립 일반대학으로 설립되었다. 제주산업정보대학은 1973년 사립 실업전문학교인 제주실업전문학교가 모태로, 1979년 전문대학으로 개편되어 제주실업전문대학, 제주전문대학을 거쳐 1998년 제주산업정보대학으로 교명을 변경하였다.

### 1973년~2004년
1973년 3월 31일, 제주실업전문학교가 제주시 일대에서 개교하였다. 1979년 1월, 전문대학으로 승격되며 제주실업전문대학으로 교명을 변경하였다. 1982년 3월 2일, 제주전문대학으로 교명을 변경하였다. 이어 1998년 제주산업정보대학으로 교명을 변경한다.
한편, 1997년 12월 5일 탐라대학교가 설립되었다. 같은해 3월 4일 개교하였다.

### 2004년~현재
2011년 7월 19일, 탐라대학교와 제주산업정보대학의 통합이 결정되었다. 캠퍼스는 이원화 캠퍼스가 아닌 구 제주산업정보대학이 사용하던 영평동캠퍼스로 일원화한다. 2012년 3월 1일, 교명을 제주국제대학교로 변경하고 개교하였다.
한편, 2012년과 2013년에 교육과학기술부 등은 제주국제대학교를 정부재정지원제한대학 및 경영부실대학으로 지정한 바 있다. 2018년, 대학기본역량진단 결과 재정지원제한대학으로 선정된 이력이 있다. 2022년, 정부 재정 지원 제한 대학에 선정되어 정부 재정지원 사업 지원과 신청이 전면 중단되며, 이 학교의 신입생과 편입생은 한국장학재단의 국가장학금과 학자금 대출 신청을 할 수 없다.

## 교육편제

### 학부
제주국제대학교는 단과대학 설치 없이 인문사회학부, 국제학부, 경찰행정학부, 글로벌관광융합학부, 항공융합학부, 공학부, 체육예술학부 등 7개 학부를 설치하고 25개 학과를 개설하여 학사 학위 과정을 교수하고 있다.

### 대학원
제주국제대학교의 대학원은 일반 1개원, 특수 3개원으로 구성한다. 일반대학원은 석사 1학과, 박사 3학과를 지원한다. 특수대학원으로 교육대학원, 사회복지임상치료대학원, 산업대학원을 설치하고 있다.

## 캠퍼스 풍경
제주국제대학교는 제주특별자치도 소재 사립 대학으로, 영평동에 캠퍼스가 위치한다. 캠퍼스 서남부 방면에서 수평 방향으로 516로, 동부 방면에서 수직 방향으로 첨단로가 지나며, 캠퍼스로 진입이 가능하다. 캠퍼스에는 약 10동의 건축물이 위치하고 있다.

## 같이 보기
- 대한민국의 대학 목록